# Tournoi pré-olympique féminin de l'OFC 2024
Pour un article plus général, voir Tournoi féminin de football aux Jeux olympiques d'été de 2024.
Navigation
Tokyo 2020 Los Angeles 2028
Le tournoi préolympique de qualification de la zone Océanie du tournoi olympique de football féminin de 2024 permet de désigner la sélection océanienne qui participera au tournoi féminin de football aux Jeux de Paris en 2024. Le tournoi se déroule à Apia, aux Samoa, du 7 au 19 février 2024.
L'équipe de Nouvelle-Zélande remporte aisément le tournoi et se qualifie directement pour les Jeux olympiques.

## Compétition

### Premier tour
Les deux premiers de chaque groupe  se qualifient pour les demi-finales.
Chaque équipe reçoit trois points pour une victoire et un pour un match nul. En cas d'égalité de points dans un groupe les équipes sont départagées suivant :
1. la meilleure différence de buts ;
2. le plus grand nombre de buts marqués ;
3. le plus grand nombre de points obtenus dans les matches de groupe entre les équipes concernées ;
4. la différence de buts particulière dans les matches de groupe entre les équipes concernées ;
5. le plus grand nombre de buts marqués dans les matches de groupe entre les équipes concernées ;

#### Groupe A
| Rang | Équipe                    | Pts | J | G | N | P | Bp | Bc | Diff |
| ---- | ------------------------- | --- | - | - | - | - | -- | -- | ---- |
| 1    | Salomon                   | 7   | 3 | 2 | 1 | 0 | 11 | 3  | +8   |
| 2    | Fidji                     | 6   | 3 | 2 | 0 | 1 | 15 | 6  | +9   |
| 3    | Papouasie-Nouvelle-Guinée | 4   | 3 | 1 | 1 | 1 | 13 | 5  | +8   |
| 4    | Samoa américaines         | 0   | 3 | 0 | 0 | 3 | 1  | 26 | -25  |

| 7 février 2024 | Fidji                                                                                     | 10 - 0  | Samoa américaines |                                                                                            |                                                                                            |
| 12 h 00        | Diyalowai 2e 13e 14e · Likuculacula 34e · Nasau 45e 56e 76e · Tabua 60e 90+5e · Singh 69e | (5 - 0) |                   | National Soccer Stadium (terrain n°1), Apia Spectateurs : 250 Arbitrage : Teremoana Roihau | National Soccer Stadium (terrain n°1), Apia Spectateurs : 250 Arbitrage : Teremoana Roihau |
| 12 h 00        | Rapport                                                                                   |         |                   | National Soccer Stadium (terrain n°1), Apia Spectateurs : 250 Arbitrage : Teremoana Roihau | National Soccer Stadium (terrain n°1), Apia Spectateurs : 250 Arbitrage : Teremoana Roihau |

| 7 février 2024 | Papouasie-Nouvelle-Guinée | 1 - 1   | Salomon      |                                                                                          |                                                                                          |
| 15 h 00        | Kalapai 69e               | (0 - 1) | 30e Solosaia | National Soccer Stadium (terrain n°1), Apia Spectateurs : 100 Arbitrage : Norbert Hauata | National Soccer Stadium (terrain n°1), Apia Spectateurs : 100 Arbitrage : Norbert Hauata |
| 15 h 00        | Rapport                   |         |              | National Soccer Stadium (terrain n°1), Apia Spectateurs : 100 Arbitrage : Norbert Hauata | National Soccer Stadium (terrain n°1), Apia Spectateurs : 100 Arbitrage : Norbert Hauata |

| 10 février 2024 | Samoa américaines | 1 - 7   | Salomon                                               | | |
| 12 h 00         | Waetin 88e        | (0 - 3) | 14e 29e 35e 73e 75e Solosaia · 58e Gogoni · 82e David | National Soccer Stadium (terrain n°1), Apia Spectateurs : 100 Arbitrage : Modèle:NLC-d Mederic Lacour | National Soccer Stadium (terrain n°1), Apia Spectateurs : 100 Arbitrage : Modèle:NLC-d Mederic Lacour |
| 12 h 00         | Rapport           |         |                                                       | National Soccer Stadium (terrain n°1), Apia Spectateurs : 100 Arbitrage : Modèle:NLC-d Mederic Lacour | National Soccer Stadium (terrain n°1), Apia Spectateurs : 100 Arbitrage : Modèle:NLC-d Mederic Lacour |

| 10 février 2024 | Papouasie-Nouvelle-Guinée   | 3 - 4   | Fidji                                   | | |
| 15 h 00         | Kalapai 39e 65e · Maneo 67e | (1 - 3) | 11e Diyalowai · 26e 43e 61e (pen.) Leba | National Soccer Stadium (terrain n°1), Apia Spectateurs : 100 Arbitrage : Campbell-Kirk Kawana-Waugh | National Soccer Stadium (terrain n°1), Apia Spectateurs : 100 Arbitrage : Campbell-Kirk Kawana-Waugh |
| 15 h 00         | Rapport                     |         |                                         | National Soccer Stadium (terrain n°1), Apia Spectateurs : 100 Arbitrage : Campbell-Kirk Kawana-Waugh | National Soccer Stadium (terrain n°1), Apia Spectateurs : 100 Arbitrage : Campbell-Kirk Kawana-Waugh |

| 13 février 2024 | Samoa américaines | 0 - 9   | Papouasie-Nouvelle-Guinée                                        |                                                                                     |                                                                                     |
| 11 h 00         |                   | (0 - 3) | 8e 13e 20e 46e 57e 64e 67e Kaipu · 82e (pen.) Pala · 88e Bangita | National Soccer Stadium (terrain n°1), Apia Arbitrage : Modèle:NLC-d Mederic Lacour | National Soccer Stadium (terrain n°1), Apia Arbitrage : Modèle:NLC-d Mederic Lacour |
| 11 h 00         | Rapport           |         |                                                                  | National Soccer Stadium (terrain n°1), Apia Arbitrage : Modèle:NLC-d Mederic Lacour | National Soccer Stadium (terrain n°1), Apia Arbitrage : Modèle:NLC-d Mederic Lacour |

| 13 février 2024 | Salomon                     | 3 - 1   | Fidji           | | |
| 11 h 00         | Pegi 17e 45+1e 90+4e (pen.) | (2 - 0) | 80e (pen.) Leba | National Soccer Stadium (terrain n°2), Apia Spectateurs : 100 Arbitrage : Campbell-Kirk Kawana-Waugh | National Soccer Stadium (terrain n°2), Apia Spectateurs : 100 Arbitrage : Campbell-Kirk Kawana-Waugh |
| 11 h 00         | Rapport                     |         |                 | National Soccer Stadium (terrain n°2), Apia Spectateurs : 100 Arbitrage : Campbell-Kirk Kawana-Waugh | National Soccer Stadium (terrain n°2), Apia Spectateurs : 100 Arbitrage : Campbell-Kirk Kawana-Waugh |

#### Groupe B
| Rang | Équipe           | Pts | J | G | N | P | Bp | Bc | Diff |
| ---- | ---------------- | --- | - | - | - | - | -- | -- | ---- |
| 1    | Nouvelle-Zélande | 9   | 3 | 3 | 0 | 0 | 14 | 0  | +14  |
| 2    | Samoa            | 6   | 3 | 2 | 0 | 1 | 3  | 6  | -3   |
| 3    | Tonga            | 3   | 3 | 1 | 0 | 2 | 2  | 6  | -4   |
| 4    | Vanuatu          | 0   | 3 | 0 | 0 | 3 | 1  | 8  | -7   |

| 7 février 2024 | Nouvelle-Zélande               | 3 - 0   | Tonga |                                                                    |                                                                    |
| 13 h 00        | Jale 2e 16e · Green 13e (pen.) | (3 - 0) |       | National Soccer Stadium (terrain n°1), Apia Arbitrage : Ben Aukwai | National Soccer Stadium (terrain n°1), Apia Arbitrage : Ben Aukwai |
| 13 h 00        | Rapport                        |         |       | National Soccer Stadium (terrain n°1), Apia Arbitrage : Ben Aukwai | National Soccer Stadium (terrain n°1), Apia Arbitrage : Ben Aukwai |

| 7 février 2024 | Samoa                   | 1 - 0   | Vanuatu |                                                                      |                                                                      |
| 17 h 00        | Manuleleua 90+6e (pen.) | (0 - 0) |         | National Soccer Stadium (terrain n°1), Apia Arbitrage : Torika Delai | National Soccer Stadium (terrain n°1), Apia Arbitrage : Torika Delai |
| 17 h 00        | Rapport                 |         |         | National Soccer Stadium (terrain n°1), Apia Arbitrage : Torika Delai | National Soccer Stadium (terrain n°1), Apia Arbitrage : Torika Delai |

| 10 février 2024 | Vanuatu    | 1 - 2   | Tonga                    |                                                                      |                                                                      |
| 13 h 00         | Aruvuha 6e | (1 - 2) | 10e Swift · 15e Vunipola | National Soccer Stadium (terrain n°1), Apia Arbitrage : Shama Maemae | National Soccer Stadium (terrain n°1), Apia Arbitrage : Shama Maemae |
| 13 h 00         | Rapport    |         |                          | National Soccer Stadium (terrain n°1), Apia Arbitrage : Shama Maemae | National Soccer Stadium (terrain n°1), Apia Arbitrage : Shama Maemae |

| 10 février 2024 | Nouvelle-Zélande                                                            | 6 - 0   | Samoa |                                                                          |                                                                          |
| 17 h 00         | Hand 8e · Taylor 16e · Dade 23e (csc) · Fraser 34e · Green 60e · Foster 75e | (4 - 0) |       | National Soccer Stadium (terrain n°1), Apia Arbitrage : David Yareboinen | National Soccer Stadium (terrain n°1), Apia Arbitrage : David Yareboinen |
| 17 h 00         | Rapport                                                                     |         |       | National Soccer Stadium (terrain n°1), Apia Arbitrage : David Yareboinen | National Soccer Stadium (terrain n°1), Apia Arbitrage : David Yareboinen |

| 13 février 2024 | Tonga   | 0 - 2   | Samoa                     |                                                                          |                                                                          |
| 16 h 00         |         | (0 - 1) | 37e Fischer · 80e Stewart | National Soccer Stadium (terrain n°1), Apia Arbitrage : David Yareboinen | National Soccer Stadium (terrain n°1), Apia Arbitrage : David Yareboinen |
| 16 h 00         | Rapport |         |                           | National Soccer Stadium (terrain n°1), Apia Arbitrage : David Yareboinen | National Soccer Stadium (terrain n°1), Apia Arbitrage : David Yareboinen |

| 13 février 2024 | Vanuatu | 0 - 5   | Nouvelle-Zélande                                    |                                                                         |                                                                         |
| 16 h 00         |         | (0 - 4) | 12e Hand · 21e Hassett · 30e 43e Riley · 50e Fraser | National Soccer Stadium (terrain n°2), Apia Arbitrage : Kavitesh Behari | National Soccer Stadium (terrain n°2), Apia Arbitrage : Kavitesh Behari |
| 16 h 00         | Rapport |         |                                                     | National Soccer Stadium (terrain n°2), Apia Arbitrage : Kavitesh Behari | National Soccer Stadium (terrain n°2), Apia Arbitrage : Kavitesh Behari |

### Phase finale
|  | Demi-finales                              | Demi-finales                              |         |   | Finale                                    | Finale                                    |
|  | Demi-finales                              | Demi-finales                              |         |   | Finale                                    | Finale                                    |
|  |                                           |                                           |         |   |                                           |                                           |
|  | 16 février 2024 - National Soccer Stadium | 16 février 2024 - National Soccer Stadium |         |   | 19 février 2024 - National Soccer Stadium | 19 février 2024 - National Soccer Stadium |
|  | 16 février 2024 - National Soccer Stadium | 16 février 2024 - National Soccer Stadium |         |   | 19 février 2024 - National Soccer Stadium | 19 février 2024 - National Soccer Stadium |
|  | Salomon                                   | 2                                         |         |   | 19 février 2024 - National Soccer Stadium | 19 février 2024 - National Soccer Stadium |
|  | Salomon                                   | 2                                         |         |   | 19 février 2024 - National Soccer Stadium | 19 février 2024 - National Soccer Stadium |
|  | Samoa                                     | 0                                         |         |   | 19 février 2024 - National Soccer Stadium | 19 février 2024 - National Soccer Stadium |
|  | Samoa                                     | 0                                         | Salomon | 1 |                                           |                                           |
|  | 16 février 2024 - National Soccer Stadium |                                           | Salomon | 1 |                                           |                                           |
|  |                                           | Nouvelle-Zélande                          | 11      |   |                                           |                                           |
|  | Nouvelle-Zélande                          | Nouvelle-Zélande                          | 11      | 7 |                                           |                                           |
|  | Nouvelle-Zélande                          |                                           |         | 7 |                                           |                                           |
|  | Fidji                                     | 1                                         |         |   |                                           |                                           |
|  | Fidji                                     | 1                                         |         |   |                                           |                                           |

#### Demi-finales
| 16 février 2024 | Salomon                          | 2 - 0   | Samoa |                                                                        |                                                                        |
| 13 h 00         | Aniholland 65e · Pegi 78e (pen.) | (0 - 0) |       | National Soccer Stadium (terrain n°1), Apia Arbitrage : Mederic Lacour | National Soccer Stadium (terrain n°1), Apia Arbitrage : Mederic Lacour |
| 13 h 00         | Rapport                          |         |       | National Soccer Stadium (terrain n°1), Apia Arbitrage : Mederic Lacour | National Soccer Stadium (terrain n°1), Apia Arbitrage : Mederic Lacour |

| 16 février 2024 | Nouvelle-Zélande                                     | 7 - 1   | Fidji       |                                                                          |                                                                          |
| 17 h 00         | Riley 6e 45+6e · Hand 24e 45+4e · Jale 45+2e 67e 83e | (5 - 0) | 90+3e Nasau | National Soccer Stadium (terrain n°1), Apia Arbitrage : David Yareboinen | National Soccer Stadium (terrain n°1), Apia Arbitrage : David Yareboinen |
| 17 h 00         | Rapport                                              |         |             | National Soccer Stadium (terrain n°1), Apia Arbitrage : David Yareboinen | National Soccer Stadium (terrain n°1), Apia Arbitrage : David Yareboinen |

#### Finale
| 19 février 2024 | Salomon | 1 - 11  | Nouvelle-Zélande                                                                                          |                                                                        |                                                                        |
| 17 h 00         |         | (0 - 5) | 12e Hand · 20e 56e Wilkinson · 25e Bowen · 37e 63e Jale · 45+1e 52e Riley · 70e 76e Kitching · 88e Nathan | National Soccer Stadium (terrain n°1), Apia Arbitrage : Norbert Hauata | National Soccer Stadium (terrain n°1), Apia Arbitrage : Norbert Hauata |
| 17 h 00         | Rapport |         | | National Soccer Stadium (terrain n°1), Apia Arbitrage : Norbert Hauata | National Soccer Stadium (terrain n°1), Apia Arbitrage : Norbert Hauata |